# Zosterius laetus
Zosterius laetus là một loài bọ cánh cứng trong họ Cerambycidae.